# 4182 Маунт Лок
4182 Маунт Лок (4182 Mount Locke) — астероїд головного поясу, відкритий 2 травня 1951 року.
Тіссеранів параметр щодо Юпітера — 3,298.